# Руйгозеро
Руйгозеро — озеро на территории Сумпосадского сельского поселения Беломорского района Республики Карелии.

## Общие сведения
Площадь озера — 6,8 км², площадь водосборного бассейна — 252 км². Располагается на высоте 22,7 метров над уровнем моря.
Форма озера лопастная, продолговатая: вытянуто с севера на юг. Берега преимущественно заболоченные.
Через озеро протекает река Руйга, впадающая в Онежскую губу Белого моря (Поморский берег).
В озере расположены два небольших безымянных острова.
Вдоль восточного берега Руйгозера проходит автозимник.
Код объекта в государственном водном реестре — 02020001411102000009117.